# Żurawiec 2
Żurawiec 2 (biał. Журавец 2; ros. Журавец 2) – wieś na Białorusi, w obwodzie mohylewskim, w rejonie mohylewskim, w sielsowiecie Wiendaraż.
W XIX w. wieś, osada i dwa folwarki. Osada od 1864 należała do rodzin Protaszewiczów i Choroszczo. Jeden z folwarków od 1874 był własnością kupca Kaptelewa, drugi był dziedzictwem Bielkiewiczów. Położone one były wówczas w Rosji, w guberni mohylewskiej, w powiecie mohylewskim. Następnie w granicach Związku Sowieckiego. Od 1991 w niepodległej Białorusi.